# Гутьеррес, Хорхе
Хорхе Гутьеррес (исп. Jorge Gutiérrez, р. 18 сентября 1975, Куба) — кубинский боксёр-любитель, чемпион Олимпийских игр 2000 года и Панамериканских игр (1999), призёр чемпионата мира 1999 года.